# Epirinus aquilus
Epirinus aquilus là một loài bọ cánh cứng trong họ Bọ hung (Scarabaeidae).